# يان كيلي
يان كيلي (بالإنجليزية: Ian Kelly)‏ هو ممثل بريطاني، ولد في 16 يناير 1966 في المملكة المتحدة.

## أعمال

### أفلام
- (1996) في الحب والحرب[2]
- (2010) هاري بوتر ومقدسات الموت – الجزء 1[3][4]

## وصلات خارجية
- يان كيلي على موقع IMDb (الإنجليزية)
- يان كيلي على موقع أول موفي (الإنجليزية)
- يان كيلي على موقع قاعدة بيانات برودواي على الإنترنت (الإنجليزية)
- يان كيلي على موقع قاعدة بيانات الأفلام السويدية (السويدية)
- يان كيلي على موقع ديسكوغز (الإنجليزية)
- يان كيلي على موقع قاعدة بيانات الفيلم (الإنجليزية)
- يان كيلي على موقع كينوبويسك (الروسية)